# Кампина-Гранди (микрорегион)
Кампи́на-Гра́нди (порт. Microrregião de Campina Grande) — микрорегион в Бразилии, входит в штат Параиба. Составная часть мезорегиона Сельскохозяйственный район штата Параиба. 
Население составляет 502 669 человек (на 2010 год). Площадь — 2103,657 км². Плотность населения — 238,95 чел./км².

## Демография
Согласно сведениям, собранным в ходе переписи 2010 года Бразильским институтом географии и статистики, население микрорегиона составляет:						
| Полное население                             | Полное население                             | Полное население                             | Полное население                             | 502 669 |
| -------------------------------------------- | -------------------------------------------- | -------------------------------------------- | -------------------------------------------- | ------- |
| в том числе:                                 | Городское население                          | 420 997                                      | Процент городского населения, %              | 83,75   |
|                                              | Сельское население                           | 81 672                                       | Процент сельского населения, %               | 16,25   |
|                                              | Мужское население                            | 239 536                                      | Процент мужского населения, %                | 47,65   |
|                                              | Женское население                            | 263 133                                      | Процент женского населения, %                | 52,35   |
| Плотность населения, чел/км²                 | Плотность населения, чел/км²                 | Плотность населения, чел/км²                 | Плотность населения, чел/км²                 | 238,95  |
| Население микрорегиона в % к населению штата | Население микрорегиона в % к населению штата | Население микрорегиона в % к населению штата | Население микрорегиона в % к населению штата | 13,35   |

## Статистика
- Валовой внутренний продукт на 2003 год составляет 2 047 770 145,00 реалов (данные: Бразильский институт географии и статистики).
- Валовой внутренний продукт на душу населения на 2003 год составляет 4282,23 реалов (данные: Бразильский институт географии и статистики).
- Индекс развития человеческого потенциала на 2000 год составляет 0,693 (данные: Программа развития ООН).

## Состав микрорегиона
В составе микрорегиона включены следующие муниципалитеты:
- Боа-Виста
- Кампина-Гранди
- Фагундис
- Лагоа-Сека
- Масарандуба
- Пушинанан
- Кеймадас
- Серра-Редонда